# Katy Dunne
Katy Dunne (Hemel Hempstead, 16 februari 1995) is een tennisspeelster uit Engeland.
Ze begon op driejarige leeftijd met het spelen van tennis en haalde in 2013 voor het eerst een ranking in de lijst van de International Tennis Federation.
In 2017 kreeg ze samen met Harriet Dart een wildcard voor het vrouwendubbelspeltoernooi van Wimbledon, waarmee ze haar eerste grandslamtoernooi speelde. Voor het enkelspel strandde ze in het kwalificatietoernooi.
In 2015 werd ze bijna gediskwalificeerd op het kwalificatietoernooi van Wimbledon, toen ze per ongeluk een lijnrechter met een van haar reserveballen raakte.

## Privé
Katy Dunne is de zuster van wielrenner Conor Dunne.